# Pyranthus
Pyranthus es un género de plantas con flores perteneciente a la familia Fabaceae. Comprende 20 especies descritas y de estas, solo 6 aceptadas.

## Taxonomía
El género fue descrito por Du Puy & Labat y publicado en Kew Bulletin 50(1): 73–74. 1995
Etimología
Pyranthus: nombre genérico que deriva de las palabras griegas: Pyrus = "género de plantas" y anthus = "flor".

## Especies aceptadas
A continuación se brinda un listado de las especies del género Pyranthus aceptadas hasta mayo de 2015, ordenadas alfabéticamente. Para cada una se indica el nombre binomial seguido del autor, abreviado según las convenciones y usos.	
- Pyranthus alasoa Du Puy & Labat
- Pyranthus ambatoana (Baill.)Du Puy & Labat
- Pyranthus lucens (R.Vig.)Du Puy & Labat
- Pyranthus monantha (Baker) Du Puy & Labat
- Pyranthus pauciflora (Baker) Du Puy & Labat
- Pyranthus tullearensis (Baill.)Du Puy & Labat